# Kim Jung-gi

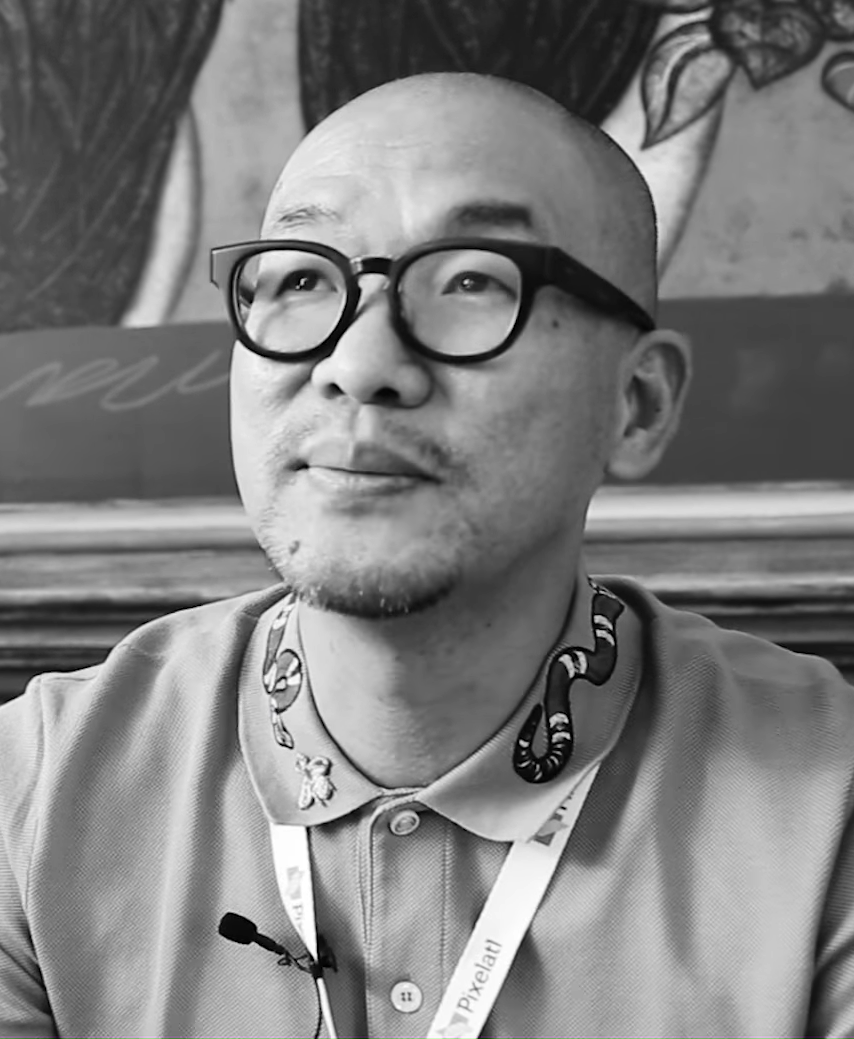
Kim Jung-gi

Kim Jung-gi (* 7. Februar 1975 in Goyang; † 3. Oktober 2022 in Paris), eigentlich Kim Jung-ki, bekannt als Kim Jung Gi, war ein südkoreanischer Illustrator und Künstler.

## Leben
Kim studierte mit 19 Jahren Kunst und Design an der Dong-Eui Universität in Busan. Er war dort bekannt für sein außergewöhnliches Erinnerungsvermögen, das er selber bereits als Kleinkind „Visuelle Bücherei“ nannte. Turnschuhe, Fahrräder und Motorräder, die er nicht besitzen konnte, habe er gezeichnet und gesammelt, um sie zu besitzen. So lernte er verschiedene Farben und Formen kennen. Dieser Prozess setzte sich mit fortschreitendem Alter fort. Während seines zweijährigen Militärdienstes konnte er sich verschiedenste militärisches Gefährt und Waffen merken, die er später in Zeichnungen übersetzte. Kim wurde von seinen Eltern ermutigt, sich beruflich ganz der Kunst zu widmen, da er das älteste Kind war. Nach dem geleisteten Militärdienst begann er seine Karriere als Künstler. Er zeichnete sowohl koreanische Comics als auch Illustrationen und kleine Graphic Novels für Autoren wie Seung-Jin Park oder Bernard Werber. 2011 zeichnete Kim das erste Mal live auf der Comic Con in Bucheon. Hyunjin Kim filmte das Zeichen-Event und das Video ging viral. Kim zeichnete daraufhin immer mehr Live-Sessions, 2014 auch für das Auktionshaus Christie’s. Er veröffentlichte sechs Skizzenbücher und zeichnete für Marvel und DC Comics. Außerdem hält er den Weltrekord für die längste Zeichnung in der Kategorie Fisheye, wofür er vier Tage benötigte.
Er lehrte an privaten Schulen und Universitäten, reduzierte die Lehre aber ab 2018 aus Zeitgründen. Kim lehrte auch auf YouTube in seiner Serie „Wie man ein Meister wird“ oder „Was für einen Stift benutzt du?“.
Im Oktober 2022 reiste er von New York nach Paris, um eine Europa-Tour zu beenden. Laut eines Posts auf seinem Instagram-Profil habe er Brustschmerzen gehabt. Daraufhin wurde er in ein Krankenhaus für eine Operation gebracht und starb an einem Herzinfarkt.
Auf Wunsch von Kims Familie wurde die Ausstellung zu seinem Todeszeitpunkt in der Galerie Daniel Maghen in Gedenken an Kim verlängert. Auf der amerikanischen Comic-Con International in New York wurde sein Ausstellungsplatz in einen Gedenkort umfunktioniert, sodass Menschen Blumen niederlegen konnten.

## Stil
Kims Zeichnungen haben eine hohe Schärfe und Detailgenauigkeit. Er zeichnete verschiedene Motive, von Superhelden bis hin zu Landschaften.

## Museum
Am 17. Oktober 2023 wurde in Paju in Südkorea ein dem Künstler gewidmetes Museum eröffnet. Der Künstler hinterließ mehr als 6000 Werke.
- 2023/24: Kim Jung Gi Live (17. Oktober 2023 bis 17. April 2024)
- 2024/25: Filling and Emptiness (1. Mai 2024 bis 1. Februar 2025)